# 시크릿그룹 유한책임회사
시크릿그룹 유한책임회사(Secret Group LLC.)는 2019년 10월 18일 유한책임회사로 법인 등기가 완료되었으며, 주로 소프트웨어를 개발 및 판매하는 IT 법인이다. 본점은 충청북도 청주시 서원구 1 순환로 648번길 56-3 WITHZIP 1321호에 두고 있으며, 재택 근무를 채택하고 있다.